# Soudce Dredd (film)
Soudce Dredd (v anglickém originále Judge Dredd) je americký dystopický kyberpunkový sci-fi akční film z roku 1995 režírovaný Danny Cannonem.
Předlohou byl britský komiks 2000 AD. V hlavních rolích se představí Sylvester Stallone, Diane Lane, Armand Assante, Rob Schneider a Max von Sydow. Sylvester Stallone hraje soudce Dredda ve velkém postapokalyptickém městě, kde má v rukou mimo identifikace zločinu i jeho potrestání.

## Obsazení
| Sylvester Stallone | soudce Dredd                    |
| Armand Assante     | Rico Dredd, bratr soudce Dredda |
| Rob Schneider      | Fergee, Herman Ferguson         |
| Diane Lane         | soudkyně Hershey                |
| Max von Sydow      | vrchní soudce Fargo             |

## Prostředí
Ve 3. tisíciletí se změnily státy, podnebí i společnost. Miliony lidí žijí v megapolích, kde vládne vysoká kriminalita. Zákon nyní představují tzv. soudci, kteří mají zákonodárnou, soudní i výkonnou moc.
Na severoamerickém kontinentu jsou 3 megapole: Megacity 1 na východním pobřeží, Megacity 2 nedaleko západního pobřeží a Texas City na pobřeží Mexického zálivu. Mezi nimi ve vnitrozemí v bývalém Coloradu leží věznice Aspen. Kontinenty jsou jen vyprahlé pouště známé jako „prokletá země“.

## Děj
Soudce Joseph Dredd je nejlepším ochráncem zákona a pořádku v megapoli Megacity 1 na východním pobřeží Severní Ameriky. Soudkyni Hershey pomůže ukončit blokovou válku, počíná si přitom neohroženě a nekompromisně. Přitom odhalí hackera Fergeeho schovaného v útrobách potravinového robota. Fergee je čerstvě propuštěn z věznice a Dredd ho odsoudí na dalších pět let. Dredd je ve skutečnosti výsledkem programu Genus, do jehož genového fondu přispěli všichni členové Rady města (elita), aby díky genetickému inženýrství vznikl prototyp „supersoudce“. Vzešel z něj i Rico, který si ale oblíbil násilí a chaos a Dredd jej zatkl. Rico byl deportován do věznice v Aspenu. Odtud se mu s cizí pomocí podaří uprchnout a vrátit se do Megacity 1, kde zabije novináře kritického vůči Dreddovi. Dredd je obviněn z vraždy, nesporným důkazem jsou náboje, které zbraně soudců vždy při palbě značkují DNA. Protože Dredd i Rico mají stejnou DNA, je Dredd uznán vinným z vraždy a odsouzen k doživotí v Aspenu. Jeho mentor vrchní soudce Fargo se vzdává funkce a odchází mimo město do prokleté země šířit zákon těm, kteří v něj ztratili víru (de facto do vyhnanství). Transportní letadlo, na jehož palubě je i Dredd a Fergee, je sestřeleno v poušti rodinou kanibalistických mutantů říkající si Angel gang. Dredd a Fergee jsou zajati, ale Dreddovi se podaří osvobodit a řadu členů postřílí. Na scéně se objeví i vrchní soudce Fargo, kterého těžce zraní Mean Machine Angel. Ještě než zemře, řekne Dreddovi o programu Genus. Domnívá se že člen Rady soudce Griffin chce odložený program znovu aktivovat a žádá Dredda, aby jej zastavil.
Je to tak, Griffin hodlá vzkřísit program Genus a Rico mu posloužil při vyvolávání nepokojů ve městě, které zaměstnávají soudce. Navíc s pomocí vyřazeného armádního robota řadu z nich zabil, takže jejich stav je prořídlý. Toho využívá Griffin a naléhá na udělení souhlasu k reaktivaci programu. Další členové Rady jej udělují. Griffin hodlá využít armádu perfektních soudců k ovládnutí města, když si to členové Rady uvědomí, žádají okamžité zastavení programu. Griffin zavolá Rica, který je postřílí. To už jsou ve městě i Dredd a Fergee, kterým pomáhá i soudkyně Hershey. Rico nechá zničit všechny původní vzorky DNA a chce naklonovat z vlastní DNA armádu zabijáků. Zabije Griffina a zajme Dredda, Fergeeho i Hershey.
Závěrečný souboj se odehrává v laboratoři v Soše Svobody. Rico je zabit a jeho armádní robot zneškodněn. Centrální superpočítač vydá svědectví a očistí tak Dreddovo jméno. Joseph Dredd je požádán o přijetí funkce vrchního soudce. To odmítne se slovy, že je pouličním soudcem a jde pozdě do práce.

## Citáty
„To je starověký rébus, který obsahuje smysl života.“ – Rico Dredd odpovídá na otázku ředitele věznice, co je to za dárek, který mu přišel
(směje se) „Tak mi to řekni Rico, co je smyslem života?“ – ředitel věznice
„Jeho konec.“ – Rico Dredd složí z nenápadné krabičky zbraň a prostřelí řediteli hrdlo

## Kritické ohlasy
Film sklidil kritiku a nedosáhl na dobré hodnocení.
Tvůrce komiksové postavy soudce Dredda John Wagner uvedl, že „autoři filmu se pokusili udělat co nejvíce, ale skončili s málem. Vyprávěli špatný příběh.“